# Comuna de Świecie
Świecie (polaco: Gmina Świecie) é uma gminy (comuna) na Polónia, na voivodia de Cujávia-Pomerânia e no condado de Świecki. A sede do condado é a cidade de Świecie.
De acordo com os censos de 2006, a comuna tem 33269 habitantes, com uma densidade 190,3 hab/km².

## Área
Estende-se por uma área de 174,81 km², incluindo:
- área agricola: 60%
- área florestal: 23%

## Demografia
Dados de 30 de Junho 2004:
|                      | Total   | Total | Mulheres | Mulheres | Homens  | Homens |
| -------------------- | ------- | ----- | -------- | -------- | ------- | ------ |
|                      | pessoas | %     | pessoas  | %        | pessoas | %      |
| População            | 32 954  | 100   | 17 166   | 52,1     | 15 788  | 47,9   |
| Densidade (pop./km²) | 188,5   | 100   | 98,2     | 98,2     | 90,3    | 90,3   |

De acordo com dados de 2005, o rendimento médio per capita ascendia a 2101,56 zł.

## Subdivisões
- Chrystkowo, Czaple, Dworzysko, Głogówko Królewskie, Gruczno, Kosowo, Kozłowo, Polski Konopat, Sartowice, Sulnowo, Sulnówko, Topolinek, Wiąg.

## Comunas vizinhas
- Bukowiec, Chełmno, Chełmno, Dragacz, Drzycim, Jeżewo, Pruszcz